# Mattias Ribbing
Erik Mattias Ribbing, född 19 oktober 1979 i Eskilstuna Fors församling i Södermanlands län, är en svensk minneslärare och författare. Han har vunnit SM i minne tre gånger i följd; 2009, 2010 och 2011.
2012 blev Ribbing trea i SM i minne efter Jonas von Essen som blev svensk mästare för första gången och Marwin Wallonius, som blev tvåa och som båda tävlade för första gången i SM. Senare samma år ingick Ribbing tillsammans med Jonas von Essen, Joachim Anderson, Marwin Wallonius och förbundskaptenen Idriz Zogaj i Sveriges Minneslandslag när de deltog i Minnes-VM 2012 i London, där laget vann silver i lag-VM för första gången. I samma VM blev han första svensk någonsin att få titeln "Grand Master of Memory". Detta efter att ha memorerat över 1 000 siffror i rätt ordning på en timme. Vid VM:s avslutning meddelade han sin avgång från Sveriges Minneslandslag och att han skulle sluta tävla.
Han är gift med Christine, född Selander (född 1980).